# Всемирное видеопоздравление тувинцев с Шагаа
Всемирное видеопоздравление тувинцев с Шагаа — ежегодный видеоматериал в честь праздника наступления нового года у тувинцев Шагаа, которое собирается из различных присланных видеопоздравлений по всему Миру.
Видеопоздравление записывается на тувинском, русском и различных языках. Автором данного проекта — Видеопоздравления с Шагаа — является Даржаа Азиата, и первый выпуск вышел в 2012, 2013, 2014 годах.
Из-за того, что Шагаа отсчитывается по лунному календарю, его празднование каждый год выпадает на разные дни. С каждым годом качество видео и постановка обращения повышается, а подготовка материалов происходит до праздника — собранное видеообращение с Шагаа постепенно становится частью праздника, и тувинцы с радостью делятся им по всем каналам видеосвязи.

## Цели и задачи
Главной целью проекта является объединение всех тувинцев вне зависимости от местонахождения; сохранение тувинских традиций и популяризация среди подрастающего поколения, чтобы земляки не забывали свои корни и многовековые традиции, даже находясь вдали от Родины, от Тывы и России.

## Шагаа-2012
В 2012 году к проекту активно подключаются тувинские студенческие землячества из 20 городов России — от Хабаровска до Санкт-Петербурга, а также из зарубежных стран: Тайвань, Новая Зеландия, Великобритания, Канада, Китай, Монголия, Казахстан. Все видеообращения присылаются руководителю проекта Даржаа Азиате, и она редактирует и собирает общее видео, которое размешается на различных социальных сетях и видеохостинге YouTube: Видеопоздравление за 2012 год. В 2012 году Видеопоздравление вышло намного позже официального праздника.

## Шагаа-2013
В этом году проект серьезно поддерживается различными средствами массовой информации, призывы руководителя проекта к участию размешаются в серьезных интернет изданиях
Проект начинает поддерживаться Департаментом культуры и искусства г. Кызыла, Союзом Молодежи Тувы, информагентством «Тува-Онлайн», телеканалом «Новый Век» (г. Кызыл), Интернет-канала RedMost (г. Москва). В этом году проект серьезно заинтересовал общественность, и количество людей, пожелавших отправить видеообращение в будущем, увеличилось.

## Значимость
«Видеопоздравление тувинцев с Шагаа» впервые объединил столь много тувинцев, проживающих на разных континентах и странах. Люди старались показать оригинальное видео, удивить других и вселить по-настоящему праздничное настроение через своё короткое видеообращение. С каждым годом публика расширяется.
Участники проекта стараются найти национальные и российские (если они за рубежом) атрибуты, снять видео в значимом месте в пребываемой стране или городе, обычно это центр города и ради этого ищут других представителей Тывы в своем городе для совместного праздничного обращения.
В 2014 году проект заслужил внимание широкой публики и был высоко оценен Главой Республики Тыва: «Проект отлично служит своей главной цели, заявленной его руководителем, — объединению тувинцев, проживающих в разных уголках мира». Шолбан Кара-оол также поучаствовал в данном проекте, отправив своё видеопоздравление через официальный сайт Правительства Республики Тыва
в 2014 году проект был освещен в федеральных СМИ в РИА «Новости». Впоследствии, РИА «Новости» заинтересовались в самом празднике Шагаа и выпустили ещё выпуск о празднике Шагаа-2014.